# Xúlguino (Riazan)
|  | Per a altres significats, vegeu «Xúlguino». |

Xúlguino (en rus: Шульгино) és un poble de l'óblast de Riazan, a Rússia, segons el cens del 2010 tenia 15 habitants.